# PHARE
Das PHARE-Programm (ursprünglich Abkürzung für englisch Poland and Hungary: Aid for Restructuring of the Economies ‚Polen und Ungarn: Hilfe zur Restrukturierung der Wirtschaft‘; auch PHARE CBC – Cross Border Cooperation) war eins von drei Instrumenten der Europäischen Union, um die Beitrittsvorbereitungen der beitrittswilligen Länder in Mittel- und Osteuropa zu unterstützen. Die wichtigsten Tätigkeitsbereiche waren der Verwaltungsaufbau, Investitionshilfe für Infrastrukturen sowie die Regionalentwicklung. Die Finanzierung erfolgte dabei über nicht rückzahlbare Zuschüsse. Für die Jahre 2000 bis 2006 war ein jährliches Budget von 1,6 Mrd. € vorgesehen.

## Entwicklung
Im Jahr 1989 wurde PHARE zur Unterstützung von Polen und Ungarn ins Leben gerufen. Auf einer Tagung des Europäischen Rates 1994 wurde eine Erweiterung des Programms beschlossen, um weitere Beitrittskandidaten einzubeziehen. Bis 2006 waren drei Länder in diesem Programm integriert: Bulgarien, Rumänien und Kroatien. Für die acht im Rahmen der EU-Erweiterung 2004 beigetretenen Mitgliedsstaaten Tschechische Republik, Estland, Ungarn, Lettland, Litauen, Polen, Slowakei und Slowenien ist das Hilfsprogramm ausgelaufen.
Das PHARE-Programm wurde am 1. Januar 2007 durch das Instrument für Heranführungshilfe (IPA) durch die Verordnung (EG) Nr. 1085/2006 des Rates vom 17. Juli 2006 ersetzt.

## Aufgaben
- Reform der Verwaltung: Die Behörden wurden bei der Aufgabe unterstützt, sich mit der Europäischen Gemeinschaft vertraut zu machen.
- Investitionshilfe für die Infrastruktur: Infrastruktur und Industrie sollten auf den Gemeinschaftsstandard angehoben werden. Wichtig waren dabei vor allem die Gebiete Umwelt, Qualitätsnormen, Verkehr und Arbeitsbedingungen.